# Dr Thorndyke
Le Dr Thorndyke est le détective de fiction de nombreuses œuvres de littérature policière de Richard Austin Freeman. 

## Biographie fictive
Beau, athlétique, viril et d'un flegme britannique à toute épreuve, le Dr John Thorndyke habite au 5A King's Bench Walk, près du Inner Temple de Londres.  Après des études en médecine, il devient un expert médico-légal pour qui la solution de toute énigme réside dans les preuves matérielles, les indices scientifiques et l'étude des pathologies psychologiques du criminel.  Si ses connaissances étendues et son intelligence déductive supérieure le rapproche de Sherlock Holmes, il ne compte, à l'inverse de ce dernier, ni manie extravagante ni tendance à la dépression. Homme droit, calme et intègre, il conserve en tout temps une attitude distante et scientifique devant les faits, sans se départir d'une attitude de gentleman à la fois chaleureuse et enjouée.  
Premier médecin-détective notoire de l'histoire du roman policier, sa démarche méthodologique fait de lui un limier recherché qui intervient à titre de consultant indépendant plus qu'en qualité de détective dans des affaires criminelles en apparence insolubles. Plusieurs de ses enquêtes ne sont pas des whodunits classiques, mais des récits de méthode d'investigation inversée (inverted detective story (en)), où l'assassin est connu dès les premières pages : le mystère réside alors moins dans l'identité du criminel que dans la façon de le prendre au piège pour l'écrouer. Dans un même ordre d'idées, d'autres récits s'attachent à découvrir comment le meurtrier a pu perpétrer son forfait plus qu'à le démasquer.  
Thorndyke entretient non sans difficultés les meilleures relations possibles avec la police, notamment avec le superintendent Miller de Scotland Yard, car il doit parfois obtenir des autorisations et souvent contredire les conclusions officielles, mais erronées, pour sauver un innocent et assurer le déroulement adéquat de la justice.  Dans certains cas, Thorndyke déroge même à la procédure légale et accorde à l'assassin le choix de se suicider plutôt que d'avoir à subir un procès déshonorant et une pendaison publique.
Deux personnages secondaires viennent fréquemment prêter main-forte au Dr Thorndyke : le docteur Christopher Jervis, son grand ami de la faculté de médecine, qui agit également à titre de narrateur de plusieurs aventures, et l'assistant surdoué Nathaniel Polton, être énigmatique et flegmatique, qui participe à l'exécution de toutes les expériences scientifiques menées dans le laboratoire privé du héros, situé à l'étage de sa demeure.
De 1907 à 1942, le Dr Thorndyke enquête dans un cycle comprenant une vingtaine de romans et plus de quarante nouvelles.
Les acteurs britanniques Peter Copley (en), dans la série télévisée britannique Detective (1964), puis John Neville et Barrie Ingham (en) dans Les Rivaux de Sherlock Holmes (1971), ont tour à tour incarné le Dr Thorndyke.

## Romans de la sérieDrThorndyke
- The Red Thumb Mark (1907) Publié en français sous le titre L'Empreinte sanglante, Paris, Nouvelle Revue Critique, coll. « L'Empreinte » no 32, 1933
- The Eye of Osiris ou The Vanishing Man (1911)
- The Mystery of 31, New Inn (1912)[1]
- A Silent Witness (1914)
- Helen Vardon's Confession (1922)
- The Cat's Eye (1923)
- The Mystery of Angelina Frood (1924) Publié en français sous le titre La Femme du cocaïnomane, Paris, Gallimard, coll. « Les Chefs-d'œuvre du roman d'aventures », 1929 ; réédition, Paris, Librairie des Champs-Élysées, coll. « Le Masque » no 2196, 1994
- The Shadow of the Wolf (1925) Publié en français sous le titre Le Fantôme de Wolf-Rock, Paris, Gallimard, coll. « Les Chefs-d'œuvre du roman d'aventures », 1930
- The D'Arblay Mystery (1926) Publié en français sous le titre L'Affaire Darlay, Paris, Nouvelle Revue Critique, coll. « L'Empreinte » no 71, 1935
- A Certain Dr. Thorndyke (1927)
- As a Thief in the Night (1928) Publié en français sous le titre Arsenic, Paris, Librairie des Champs-Élysées, coll. « Le Masque » no 105, 1932
- Mr. Pottermack's Oversight (1930) Publié en français sous le titre La Faute de M. Pottermack, Paris, NRC, coll. « L'Empreinte » no 58, 1935
- Pontifex, Son and Thorndyke (1931)
- When Rogues Fall Out ou Dr. Thorndyke's Discovery (1932) Publié en français sous le titre Un trio tragique, Paris, Nouvelles Revue Critique, coll. « L'Empreinte » no 38, 1934 ; réédition, Paris, Librairie des Champs-Élysées, coll. « Le Masque » no 2354, 2001
- Dr Thorndyke Intervenes (1933)
- For the Defence: Dr Thorndyke (1934)
- The Penrose Mystery (1936) Publié en français sous le titre Monsieur Penrose, l’excentrique, Paris, Nouvelle Revue Critique, coll. « L'Empreinte » no 105, 1936
- Felo De Se ? (1937) Publié en français sous le titre Les jeux sont faits, Paris, Nouvelle Revue Critique, coll. « L'Empreinte » no 147, 1938 ; réédition, Paris, Librairie des Champs-Élysées, coll. « Le Masque » no 2127, 1993
- The Stoneware Monkey (1938) Publié en français sous le titre Le Singe d'argile, Paris, Nouvelle Revue Critique, coll. « L'Empreinte » no 172, 1939 ; réédition, Paris, Librairie des Champs-Élysées, coll. « Le Masque » no 2421, 1999
- Mr Polton Explains (1940)
- The Jacob Street Mystery ou The Unconscious Witness (1942) Publié en français sous le titre Le Mystère de la rue Jacob, Paris, Éditions de La Boétie, 1945 ; réédition, Paris, Librairie des Champs-Élysées, coll. « Le Masque » no 2375, 1998

## Recueils de nouvelles de la sérieDrThorndyke
- John Thorndyke's Cases (1909)
- The Singing Bone ou The Adventures of Dr Thorndyke (1912)
- The Great Portrait Mystery (1918)
- Dr Thorndyke's Casebook ou The Blue Scarab (1923)
- The Puzzle Lock (1925)
- The Magic Casket (1927)

## Nouvelles de la sérieDrThorndyke
- The Blue Sequin (1908)
- The Anthropologist at Large (1909)
- The Aluminium Dagger (1909)
- The Mandarin's Pearl (1909)
- The Stranger's Latchkey (1909)
- The Man in the Nailed Boots (1909)
- The Old Lag (1909)
- The Moabite Cipher (1909)
- A Message from the Deep Sea ou Message from the Grave (1909)
- The Case of the White Footprints (1910)
- A Case of Premeditation (1910)
- The Case of Oscar Brodski (1910)
- The Echo of a Mutiny (1911)
- A Wastrel's Romance (1912)
- The Dead Hand (1912)
- Percival Bland's Proxy (1918) Publié en français sous le titre Un alibi squelettique, Paris, Opta, Mystère Magazine no 23, décembre 1949
- The Missing Mortgagee (1918)
- The Blue Scarab (1923)
- The New Jersey Sphinx ou Fatal Ruby (1923)
- The Apparition of Burling Court (1923)
- A Fisher of Men (1923)
- The Touchtone (1924)
- The Stolen Ingots (1924)
- The Funeral Pyre (1924)
- The Puzzle Lock (1925)
- The Seal of Nebuchadnezzar (1925)
- Phyllis Annesley's Peril (1925)
- Rex v. Burnaby (1925)
- A Mystery of the Sand-Hills (1925)
- The Green Check Jacket (1925)
- A Sower of Pestilence (1925) Publié en français sous le titre Le Montreur de rats, Paris, Fayard, Le Saint détective magazine no 132, février 1966
- The Magic Casket (1926)
- The Mysterious Visitor (1926)
- The Contents of a Mare's Nest (1926)
- The Stalking Horse (1926)
- The Naturalist at Law (1926)
- The Pathologist to the Rescue (1926)
- Mr. Ponting's Alibi (1926)
- Pandora's Box (1926)
- The Trail of Behemoth (1926)
- Gleanings from the Wreckage (1926)

## Référence
- Claude Mesplède (dir.), Dictionnaire des littératures policières, vol. 2 : J - Z, Nantes, Joseph K, coll. « Temps noir », 2007, 1086 p. (ISBN 978-2-910-68645-1, OCLC 315873361), p. 883-884.